# Lidköpings stadsbibliotek
Lidköpings stadsbibliotek har sitt ursprung i ett folkbibliotek grundat 1863 och är sedan 2013 lokaliserat till Stenportsgatan 11 i Lidköping.

## Historik
1863 föreslog rådmannen Wennérus att den nyinstiftade hundskatten skulle utnyttjas för att inrätta ett folkbiblioteki Lidköping, och ett sådant inrättades på Stenportsgatan. Budgeten var på 453 riksdaler. 1869 flyttades det, i samband med att Västra folkskolan bytte lokaler, till Stadsträdgården. 1934 fick biblioteket nya lokaler i flickskolan. I slutet av 1954 beslutades att biblioteket skulle få nya lokaler när den så kallade lundahlska tomten i kvarteret Orion rivits och byggts upp. I december 1960 kunde biblioteket slå upp dörrarna för allmänheten i det nybyggda Orionhuset som ritats av Sven Silow. 1997 gjordes en stor ombyggnad vilket resulterade i ett större och modernare bibliotek, men lokalerna blev trots det snart otillräckliga.
2013 flyttade biblioteket tillbaka till Stenportsgatan, där det gamla EPA-varuhuset byggts om enligt ritningar av Liljewall arkitekter. En ny hörsal för 100 personer inrättades och byggnaden innehåller oockså  nya lokaler för Skaraborgs Läns Folkrörelsearkiv och för Lidköpings Konsthall.
Biblioteket hade under 2014 279 057 besökare och 320 098 utlån. Det har filialer i Järpås, Tun och Vinninga. Det finns också en bokbuss som besöker cirka 50 hållplatser, fem skolor samt tre servicehus.

## Bilder på de tidigare bibliotekshusen

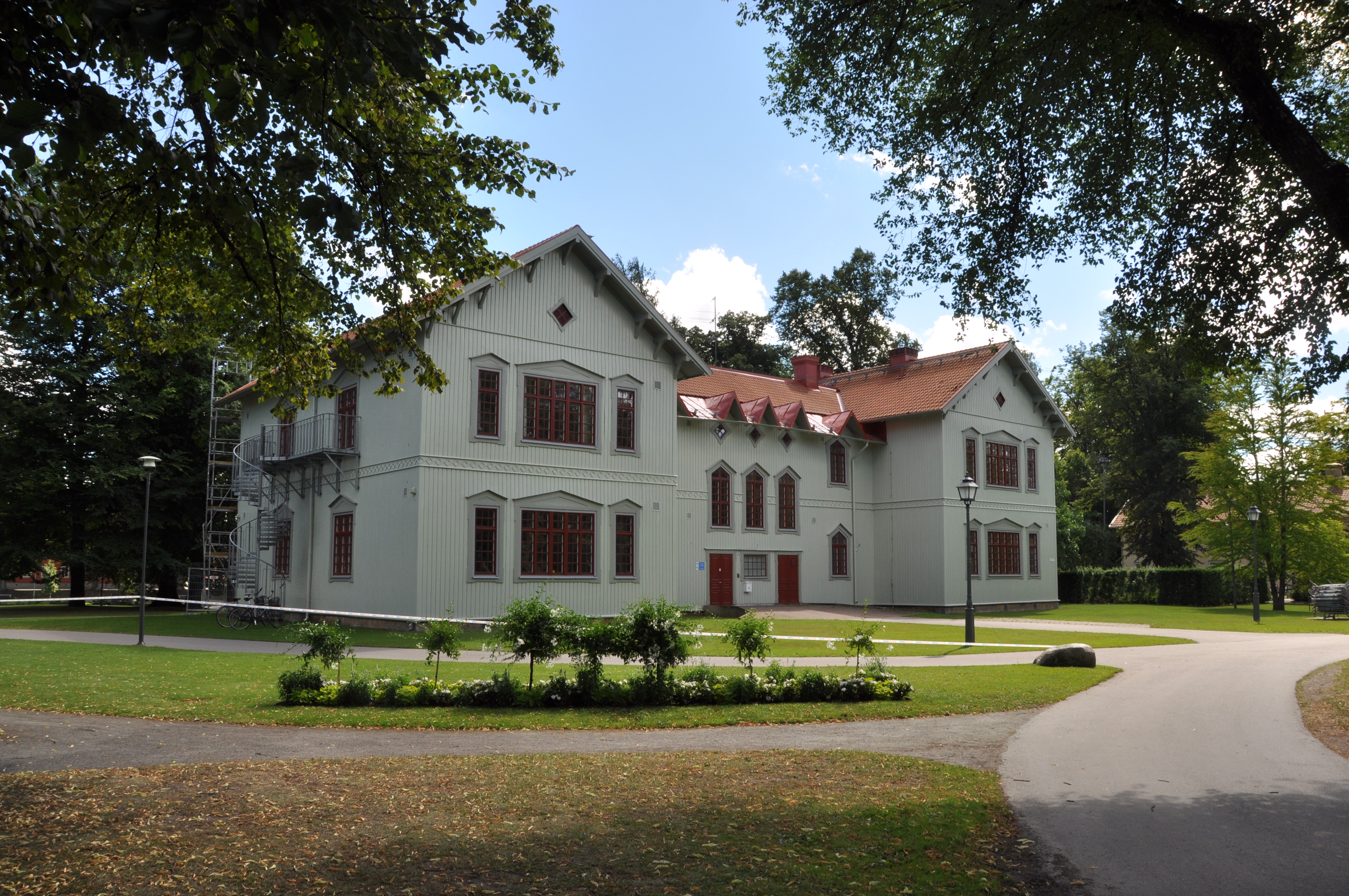
Västra folkskolan
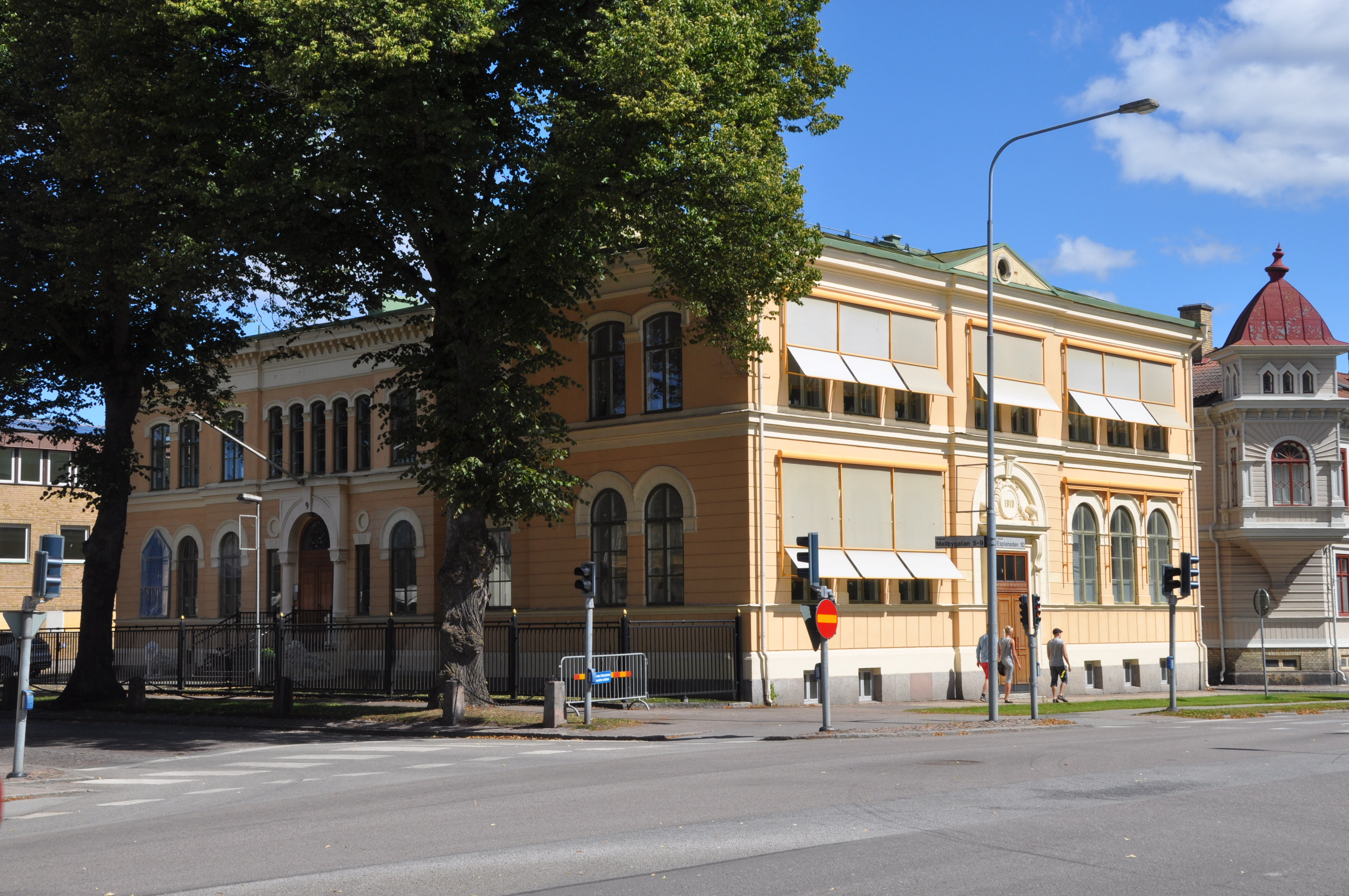
Flickskolan
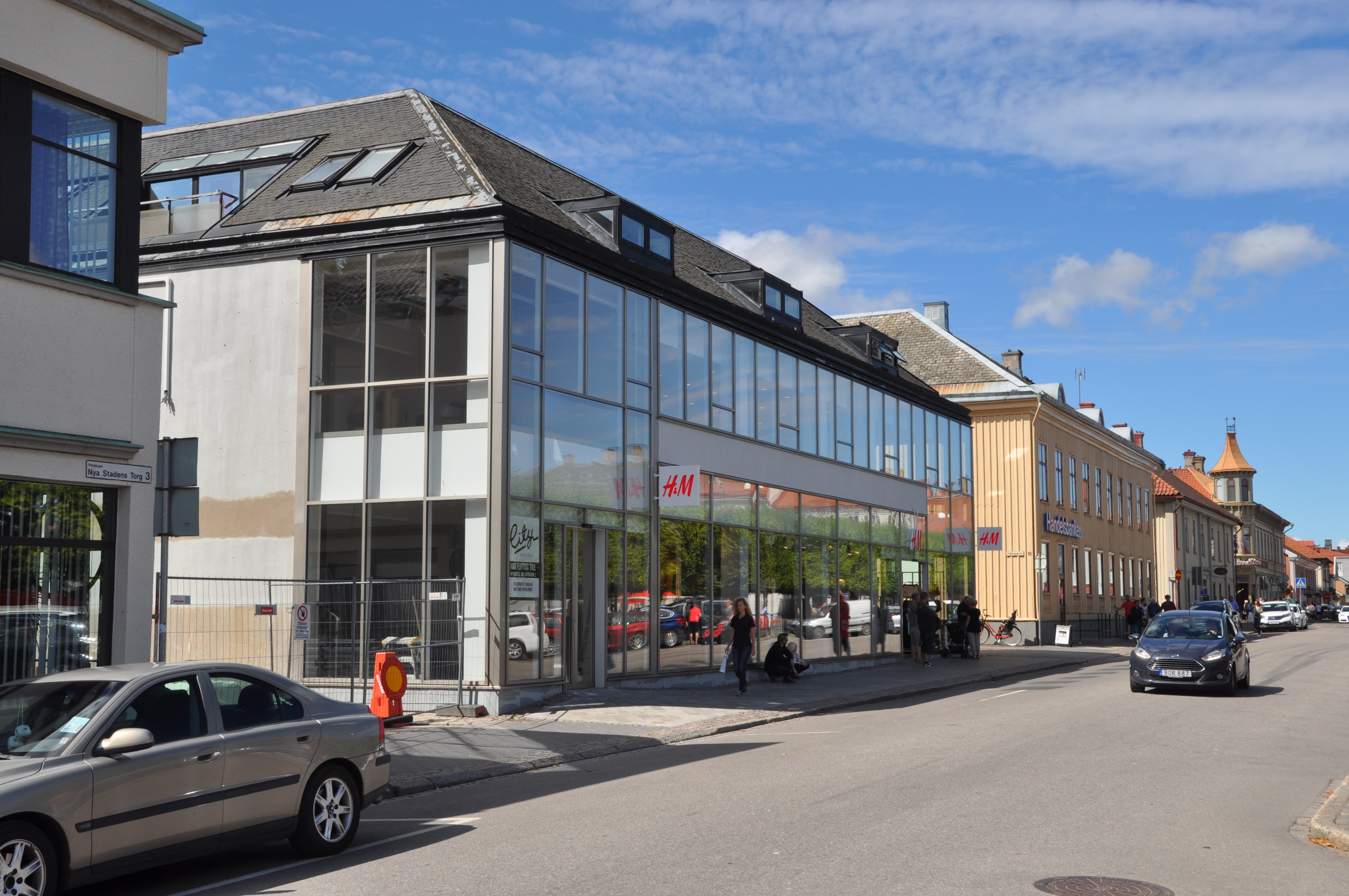
Orionhuset